# J'Kobi Reddick
J'Kobi Reddick (...) è un giocatore di football americano statunitense, che gioca come wide receiver per gli Helsinki Wolverines.
Dopo aver giocato per due diverse squadre universitarie statunitensi si è trasferito in Finlandia, prima ai Seinäjoki Crocodiles e poi agli Helsinki Wolverines.